# Різа Онтіверос
Ана Терезія «Різа» Наварро Онтіверос-Баракель (Ana Theresia «Risa» Navarro Hontiveros-Baraquel; народ. 24 лютого 1966 року) — філіппінська громадська і політична діячка соціалістичного спрямування, журналістка. Представляла Партію громадянської дії «Акбаян» у Палаті представників Філіппін з 2004 по 2010 рік, наразі є депутатом Сенату Філіппін після перемоги на виборах 2016 року. Дві її молодші сестри також є журналістками і телеведучими.

## Молоді роки
У 14 років грала у місцевій адаптації мюзиклу Звуки музики разом із Леа Салонга. У цей самий час ще школяркою вперше поринула в громадський активізм завдяки кампанії проти Батаанської атомної електростанції. Отримала диплом бакалавра мистецтв з відзнакою у галузі соціальних наук в Університеті Атенео де Маніла, де також активно брала участь у місцевій студентській раді, борючись за мир і справедливість у маргіналізованих спільнотах.
Працювала тележурналісткою і ведучою новин для двох національних телевізійних мереж, а також займала посади у низці організацій і рухів: Коаліції за мир (секретар з 1988 по 1992 рік), Національній конференції на захист миру (у керівництві з 1990 року), Урядовій комісії з мирних переговорів з Національно-демократичним фронтом (очолювала Комітет з соціально-економічної реформи з серпня 1998 року по червень 1999 року), Кузні соціалістичних Філіппін (переобрана як голова у серпні 2001 року), соціалістичній феміністичній організації Pilipina, «Міжнародній амністії» -Філіппіни (член Ради директорів), Інституті політики та державного управління.

## Політична кар'єра

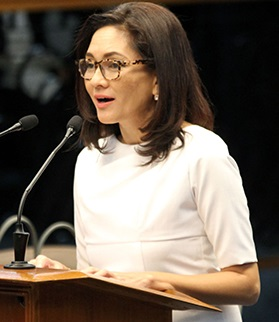
У 2016 році

Онтіверос потрапила в парламент на виборах 2004 року, займаючи третю сходинку в партійному списку демократичної соціалістичної партії «Акбаян». Вона була однією з чільних діячів опозиції до адміністрації Глорії Макапагал-Арройо; на Міжнародний жіночий день у 2006 році її заарештували за проведення мирного зібрання. На проміжних виборах 2007 року була першою номінанткою у списку своєї партії. У Палаті представників вона запропонувала низку законопроєктів, покликаних захистити свободи і поліпшити становище учнів державних і приватних навчальних закладів, знизити ціну на медикаменти, розвивати програми для селян у межах поглиблення аграрної реформи, боротися з проституцією і забезпечити гендерний баланс в установах.
Онтіверос покинула парламент за підсумками парламентських виборів 2010 року — у списку тодішнього сенатора Бенігно Акіно III вона була на 13-му, першому непрохідному місці. Поза парламентом вона боролася за прийняття закону про репродуктивне здоров'я.
Онтіверос потрапила до Сенату на виборах 2016 року, знову за списком коаліції Бенігно Акіно III. У своїй програмі вона обіцяла рівність і справедливість для всіх, охорону навколишнього середовища, доступну охорону здоров'я та захист прав різних категорій населення (жінок, ЛГБТ, дітей, селян, рибалок і студентів).
Була в числі сенаторів, які подали антидискримінаційний законопроєкт № 935, а також виступила автором закону з охорони психічного здоров'я на Філіппінах, прийнятого в 2017 році.
Онтіверос є жорстким критиком політики президента Родріго Дутерте, його розправи над цивільними і масові вбивства під час так званої «боротьби з наркотиками», а також його сексизм і авторитаризм. 22 липня 2017 року під час спеціальної спільної сесії Конгресу про продовження воєнного стану у Мінданао була однією з чотирьох сенаторів, які проголосували проти цієї пропозиції.

## Особисте життя
Чоловік Онтіверос, Франсиско Баракель-молодший, помер у травні 2005 року від серцевого нападу через сильну астму. У них залишилося четверо дітей.
Отримала низку нагород за свою діяльність журналістки і перемовниці з керівництвом Національного демократичного фронту (навколо маоїстської Комуністичної партії Філіппін), за що в 2005 році її також висували на Нобелівську премію миру.